# Teatre-Cinema Perelló
El Teatre-Cinema Perelló és un cinema modernista situat al carrer General Polavieja, Eixample Modernista de la ciutat espanyola de Melilla, i que forma part del Conjunt Històric Artístic de la Ciutat de Melilla, un Bé d'Interès Cultural.

## Història
Va ser dissenyat en 1926 (15 de novembre) per a ser el Garatge Alfons XIII, segons disseny de Luis García Alix, modificat el 3 de juny de 1927 per a elevar la seva coberta però Manuel Perelló López ho va canviar i va ser inaugurat el 29 de gener de 1932, amb una funció a benefici de la Tropa dels Exploradors d'Espanya a Melilla, amb el quadre artístic de Peregrín, la sarsuela El cap primer.
En el 2018 va ser el cinema més barat d'Espanya.

## Descripció
sdfg sdEstà construït amb parets de maçoneria de pedra local i maó massís, revoltons del mateix maó per als sostres i bigues de ferro per a la coberta de dos vessants.

### Exterior
La seva façana principal compte en la planta baixa amb cinc portes, la central més ampla, i mènsules que donen pas a una balconada amb una bella reixeria sobre les quals se situen òculs, rodons els dos dels extrems i ovalats els tres centrals, que donen pas al frontó triangular.

### Interior
Compta amb un soterrani, amb accés independent des del carrer Álvaro de Bazán, que serveix de magatzem i en la seva planta baixa, amb accés des del carrer General Polavieja, les portes del qual donen a un vestíbul, que condueix un foyer de dues plantes des del qual s'accedeix a una sala de cinema amb un amfiteatre, i que compta amb un escenari i unes sales en la part posterior, la qual cosa li permet realitzar representacions teatrals.